# 수주로
수주로는 경기도 부천시 오정구 고강동에 있는 부천시도로, 총 연장은 722m이다. 또한 도로명은 옛 부천의 명칭이자 시인인 변영로의 아호로 인용된 것에서 유래되었다.

## 역사
- 2010년 5월 7일 : 도로명으로 수주로를 고시

## 주요 경유지
- 부천시
  - 오정구
    - 고강동

## 접촉하는 도로
- 지양로
- 고리울로

## 주요 건물 및 시설
- 동문미도아파트 (수주로 18/고강동 327-7)
- 한솔빌라 (수주로 25/고강동 415)
- 유호아파트 (수주로 26/고강동 327-3)
- 장미아파트 (수주로 30/고강동 327)
- 대신주택 (수주로 31/고강동 414-17)
- 예다움 (수주로 37/고강동 410-19)
- 상우아파트 (수주로 47/고강동 411-2)
- 신탁골드빌 (수주로 51/고강동 413-9)
- 고리울마을 (수주로 55/고강동 413-7)
- 영진그린빌 (수주로 59/고강동 413-5)
- 밀양변씨 공장재 (수주로 62/고강동 316)
- 서진주택 (수주로 67/고강동 413)

## 그 외
수주로는 2009년 11월 12일부터 2010년 4월 7일까지 역곡로의 옛 명칭을 잠시 사용하였으나, 수주로는 이후 부천에서 가장 가까운 서울 지역인 서울특별시 양천구 신월동과 인접한 고강동에 있는 도로로 변경, 오늘에 이른다.

## 같이 보기
- 수주 (지명)
- 변영로
- 수주고등학교
- 수주중학교
- 김포국제공항
- 인천법